# Ptilope des Palau
Ptilinopus pelewensis
Espèce
Statut de conservation UICN

 LC  : Préoccupation mineure
Le Ptilope des Palau (Ptilinopus pelewensis) est une espèce d’oiseau appartenant à la famille des Columbidae.